# Stjärtmuskelgrodor
Stjärtmuskelgrodor (Leiopelmatidae) är en primitiv familj bland de stjärtlösa groddjuren.
Familjen uppstod redan under tidig jura för 200 miljoner år sedan. Den kännetecknas bland annat av att den har muskler för att röra svansen, trots att en sådan saknas. Ett annat kännetecken är att medlemmarna har revbensliknande broskstavar i bukmuskulaturen. Alla arter saknar trumhinna och struphuvud, och kan endast ge ifrån sig svaga kväkanden. Dessa groddjur är alla små, och vuxna exempar blir som mest 5 cm långa.

## Släkten
Familjen omfattar ett eller enligt vissa taxonomer två släkten. Släktet Leiopelma omfattar 4 arter, som alla lever endemiskt på Nya Zeeland. Med undantag för arten Leiopelma hochstetteri har arterna i släktet inget egentligt yngelstadium med frisimmande yngel, som brukligt hos alla andra stjärtlösa groddjur, utan äggen ger upphov till ungar som fullgör sin utveckling på pappans rygg.
Ibland räknas också arterna i det nordamerikanska släktet Ascaphus hit, alltså de båda arterna svansgroda och Ascaphus montanus. Enligt en del taxonomer bör dock detta släkte rätteligen istället föras till en egen familj, Ascaphidae. De avviker något från de nyzeeländska arterna, främst genom att ha ett frisimmande yngelstadium.

## Artlista
- Släktet Leiopelma
  - Leiopelma archeyi Turbott, 1942
  - Leiopelma hamiltoni McCulloch, 1919
  - Leiopelma hochstetteri Fitzinger, 1861
  - Leiopelma pakeka Bell, Daugherty & Hay, 1998
- Släktet Ascaphus (räknas ej alltid till familjen)
  - Svansgroda (Ascaphus truei) Stejneger, 1899
  - Ascaphus montanus Mittleman & Myers, 1949